# بورووان
بورووان (به بلغاری: Borovan) یک منطقهٔ مسکونی در بلغارستان است که در استان وراتسا واقع شده‌است.
 بورووان  ۲٬۸۶۵ نفر جمعیت دارد و ۱۶۲ متر بالاتر از سطح دریا واقع شده‌است.